# عرفان خانی
عرفان خانی (زادهٔ ۱۵ اوت ۱۹۹۹) بازیکن فوتبال اهل ایران است.

## باشگاهی
از باشگاه‌هایی که در آن بازی کرده است می‌توان به باشگاه فوتبال سایپا اشاره کرد.

## تیم ملی
وی همچنین در تیم ملی فوتبال امید ایران بازی کرده است.